# 13903 Darrylwatanabe
13903 Darrylwatanabe eller 1975 ST är en asteroid i huvudbältet som upptäcktes den 30 september 1975 av den amerikanska astronomen Schelte J. Bus vid Cerro Tololo. Den är uppkallad efter Darryl Y. Watanabe.
Asteroiden har en diameter på ungefär 9 kilometer.